# Звезда (геометрия)
Звезда — вид плоских невыпуклых многоугольников, не имеющий однозначного математического определения.

## Звёздчатый многоугольник

Пятиконечная звезда {5/2}, вписанная в правильный пятиугольник {5/1}

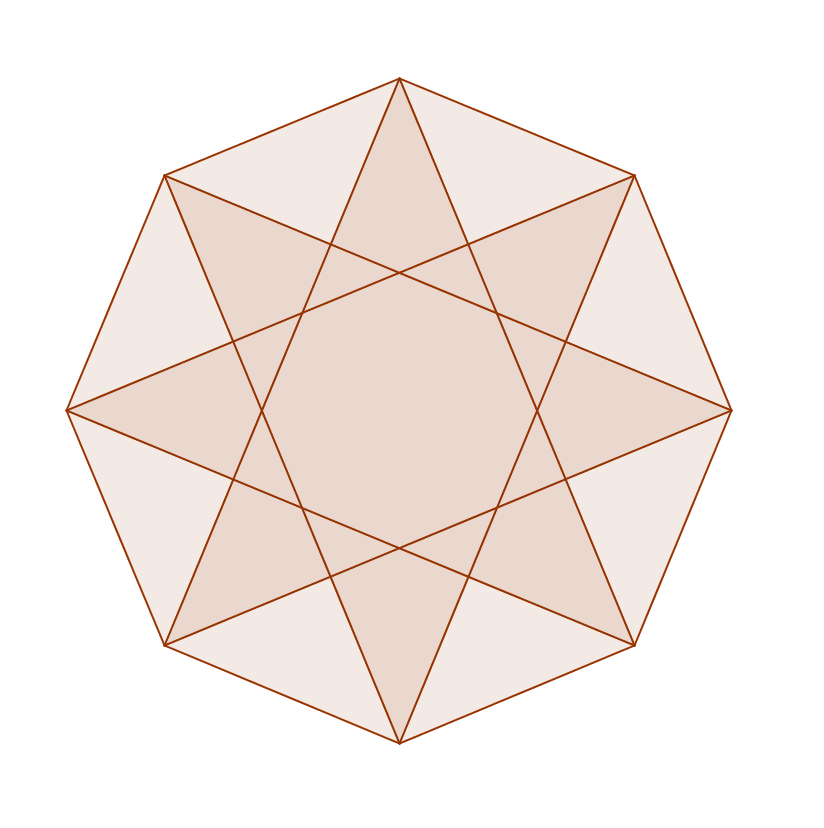
Правильная 8-вершинная звезда, вписанная в правильный 8-угольник

Звёздчатый многоугольник — многоугольник, у которого все стороны и углы равны, а вершины совпадают с вершинами правильного многоугольника. Стороны звёздчатого многоугольника могут пересекаться между собой. Существует множество звёздчатых многоугольников или звёзд, среди них пентаграмма, гексаграмма, две гептаграммы, октаграмма, декаграмма, додекаграмма.
Звёздчатые многоугольники можно получить, продолжая одновременно все стороны правильного многоугольника после их пересечения в его вершинах до их следующего пересечения в точках, которые и являются вершинами звёздчатого многоугольника. Полученный звёздчатый многоугольник будет звёздчатой формой правильного многоугольника, из которого он получен. Вершинами звёздчатого многоугольника будут считаться только точки, в которых сходятся стороны этого многоугольника, но не точки пересечения этих сторон; звёздчатая форма данного многоугольника имеет столько же вершин, сколько он сам. Указанную операцию невозможно проделать с правильным треугольником и квадратом, так как после продления их стороны более не пересекаются; среди правильных многоугольников звёздчатые формы имеют только многоугольники с числом сторон более четырёх. Звёздчатой формой правильного пятиугольника (пентагона) является пентаграмма.
В ином способе получить звёздчатую форму правильного n-угольника каждая его вершина соединяется с m-й от неё на окружности по часовой стрелке. Звезда, полученная таким образом, обозначается как {n/m}.
При этом точки пересечения сторон между собой не рассматриваются как вершины. Такая звезда имеет n вершин и n сторон, также как и правильный n-угольник.
Соотношение радиусов 2 окружностей правильной звезды с вышеприведённым вариантом построения: внешней (на которой лежат вершины углов лучей звезды) и внутренней (на которой лежат точки пересечения сторон соседних лучей) вычисляется по формуле:
{\displaystyle {\frac {\cos \left({\frac {\pi }{n}}\times m\right)}{\cos \left({\frac {\pi }{n}}\times (m-1)\right)}}}
Звёзды могут быть связными (нераспадающимися едиными многоугольниками), не являясь соединениями других правильных или звёздчатых многоугольников (как в случае с пентаграммой), а могут быть несвязными, распадаясь на несколько одинаковых правильных многоугольников или связных звёзд (примером чему служит звёздчатая форма шестиугольника — гексаграмма, являющаяся соединением двух треугольников).
У правильного многоугольника может быть несколько звёздчатых форм, количество которых зависит от того, сколько раз его стороны пересекаются между собой после их продления, примером чего является семиугольник, имеющий 2 звёздчатые формы (два вида семиконечной звезды).

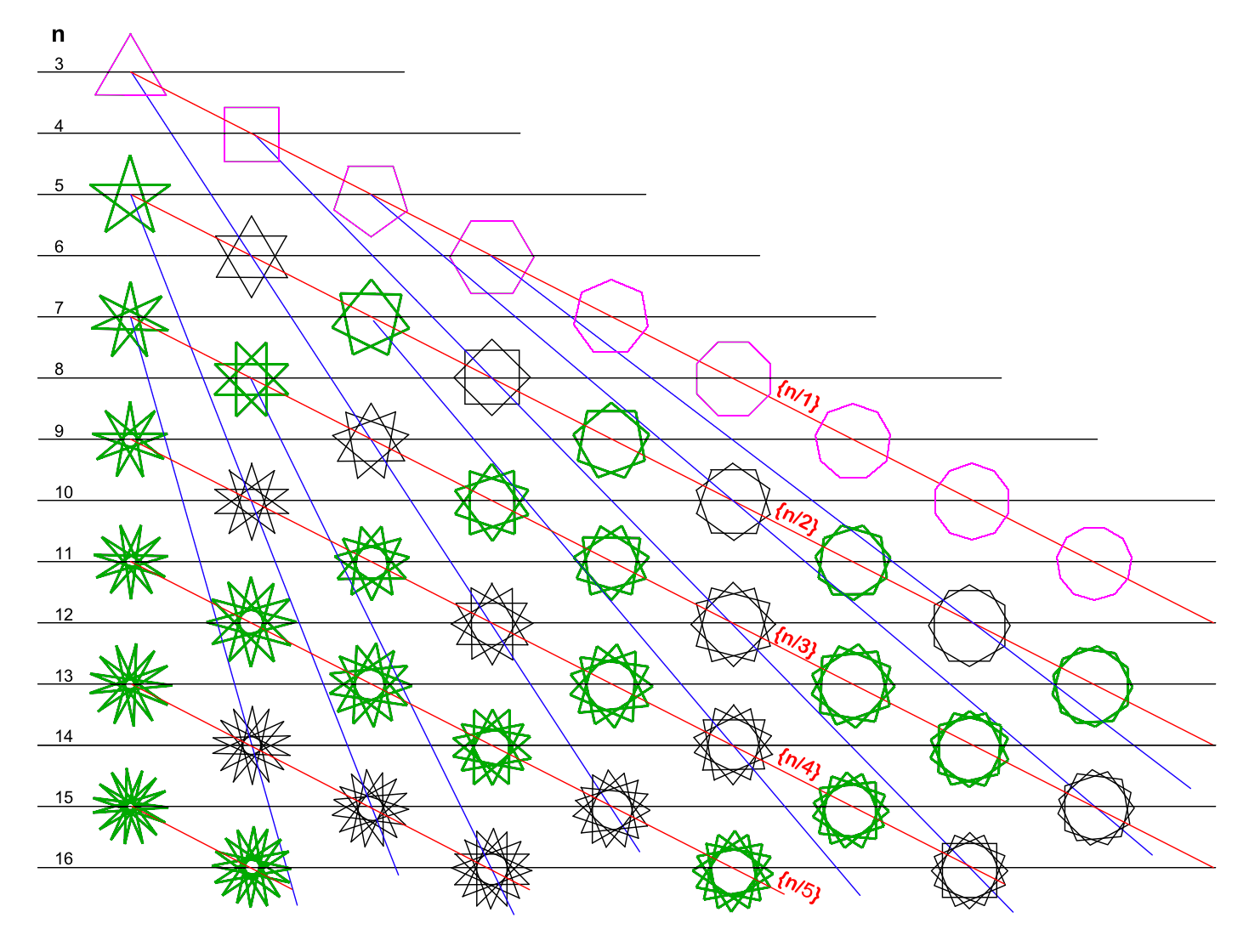
Двумерное дискретное множество звёзд.
Пурпурные — выпуклые многоугольники.
Зелёные — связные звёзды {n/m} (где n и m взаимно простые числа), см. также Фигуры Лиссажу.
Чёрные — не связные звёзды {n/m} (где n и m не взаимно простые числа).
Синие прямые соединяют многоугольник (выпуклый или связную звезду) со всеми не связными звёздами, являющимися соединениями (после поворота) разного количества одинаковых многоугольников, таких же как этот

| Количество вершин правильного многоугольника | Количество звёздчатых форм правильного многоугольника | Количество нераспадающихся (связных) звёздных многоугольников среди звёздчатых форм | Количество вершин правильного многоугольника, расположенных между двумя вершинами звёздного многоугольника |
| -------------------------------------------- | ----------------------------------------------------- | ----------------------------------------------------------------------------------- | --- |
| 5                                            | 1                                                     | 1                                                                                   | 1 |
| 6                                            | 1                                                     | 0                                                                                   | |
| 7                                            | 2                                                     | 2                                                                                   | 2; 3 |
| 8                                            | 2                                                     | 1                                                                                   | 2 |
| 9                                            | 3                                                     | 2                                                                                   | 1; 3 |
| 10                                           | 3                                                     | 1                                                                                   | 2 |
| 11                                           | 4                                                     | 4                                                                                   | 1; 2; 3; 4                                                                                                 |
| 12                                           | 4                                                     | 1                                                                                   | 4 |

## Вершинно-транзитивный многоугольник

Правильная четырёхконечная звезда